# قلعة الميل
 قلعة الميل  في ليوا ، تابعة لـ إمارة أبوظبي في الإمارات العربية المتحدة.
قلعة الميل التي يعتقد أن قبيلة آل بوفلاح هي من قامت بتشييدها في عهد الشيخ محمد بن شخبوط بن ذياب آل نهيان، لحماية أراضيها، وتتميز القلعة بشكلها المربع ولها مدخل رئيسي يقود إلى ساحتها التي تحيط بها أربع غرف ولهذه القلعة برجان يمكن الوصول إليهما من خلال الغرفتين الواقعتين على جانبي المدخل وتتكون الغرفة الثالثة من مدخل وشباك أما الغرفة الرابعة فلها مدخل يطل على ساحة القلعة. وهي محاطة بسور يصل ارتفاعه إلى خمسة أمتار. وقد بنيت قلاع أخرى في هذه الواحة ومنها قلعة ظفير وهي عبارة عن قلعة مربعة ضخمة محاطة بسور ، والجبانة والمارية الشرقية وقلعة مزيرعة التي يعود تاريخ بنائها إلى 1800 م.
إن الموقع الجغرافي «لقلعة الميل» وغيرها من قلاع ليوا، معقل التاريخ، جعل منها محوراً مركزياً سياسياً واقتصادياً، ولعبت أدوراً تاريخية مهمة منذ تشكّل اتحاد قبائل بني ياس إلى أن هاجر الفرع النهياني متجهاً إلى أبوظبي، وقد بنيت تلك القلاع والحصون باللبن أو الطوب، والطين وحجر الكلس، والجص لتغطية الجدران، بينما سقّفت بجذوع النخيل وسعفها . وتشي أعداد القلاع والحصون في المنطقة إلى الدور التاريخي الذي لعبته عبر الحقب والأزمان الغابرة، ذلك الدور الذي لم يقتصر فقط على تأمين وتحصين المنطقة داخلياً وخارجياً من أي خطر محدق فحسب، فقد كانت مركز السلطة ومنبر الاحتفالات والمناسبات الرسمية والدينية، كما استخدمت القلاع لإقامة الحدود .